# Pawel Michailowitsch Korotkow
Pawel Michailowitsch Korotkow (russisch Павел Михайлович Коротков; * 24. Juli 1907 in Moskau; † 23. September 1983 ebenda) war ein  russischer Eishockeyspieler, -trainer und -funktionär sowie Bandy- und Fußballspieler.

## Karriere
Pawel Korotkow spielte zunächst Fußball für Union Moskau sowie Mossowet Moskau, ehe er sich 1923 der Mannschaft von Dynamo Moskau anschloss, bei der er bis 1940 blieb. Mit Dynamo wurde er in den Jahren 1936 und 1937 jeweils Sowjetischer Fußballmeister sowie 1937 zudem nationaler Pokalsieger. Anschließend lief er von 1941 bis 1946 für die Fußballabteilung von ZDKA Moskau auf. Er wurde sowohl in der Abwehr, als auch im Mittelfeld eingesetzt.
Im Bandy wurde Korotkow in den Jahren 1933, 1935 und 1936 jeweils Meister mit Dynamo Moskau. In den Jahren 1937, 1938 und 1940 gewann er zudem mit der Mannschaft den nationalen Bandypokal. Mit ZDKA Moskau gewann er den Pokalwettbewerb in den Jahren 1945 und 1946. 
Im Jahr 1947 wechselte er zum Eishockey und war als Spielertrainer der Eishockeyabteilung von ZDKA Moskau tätig. Von 1948 bis 1950 war er in gleicher Funktion für WWS MWO Moskau aktiv. Im Jahr 1948 trat er mit der Mannschaft gegen den LTC Prag an. Die folgenden neun Jahre verbrachte er als Vertreter des Eishockeysports im Ausschuss für Leibeserziehung und Sport der Sowjetunion. Im Jahr 1952 wurde er als Verdienter Meister des Sports der UdSSR ausgezeichnet.
Von 1960 bis 1967 war Korotkow als Ingenieur und Lehrer an der Militärakademie für Ingenieure der Luftstreitkräfte „Prof. N. J. Schukowski“ angestellt. Er wurde unter anderem mit dem Orden des Roten Sterns ausgezeichnet.

## Erfolge und Auszeichnungen

### Allgemein
- 1952 Verdienter Meister des Sports der UdSSR

### Bandy
- 1933 Sowjetischer Meister mit Dynamo Moskau
- 1935 Sowjetischer Meister mit Dynamo Moskau
- 1936 Sowjetischer Meister mit Dynamo Moskau
- 1937 Sowjetischer Pokalsieger mit Dynamo Moskau
- 1938 Sowjetischer Pokalsieger mit Dynamo Moskau
- 1940 Sowjetischer Pokalsieger mit Dynamo Moskau
- 1945 Sowjetischer Pokalsieger mit ZDKA Moskau
- 1946 Sowjetischer Pokalsieger mit ZDKA Moskau

### Fußball
- 1936 Sowjetischer Meister mit Dynamo Moskau
- 1937 Sowjetischer Meister mit Dynamo Moskau
- 1937 Sowjetischer Pokalsieger mit Dynamo Moskau